# Pikachu
Pikachu (japanski: ピカチュウ, Pikachū) jedan je od 1025 fiktivnih vrsta Pokémona iz medijske franšize Pokémon, skupa Pokémon videoigara, animiranih serija, manga stripova, knjiga, igraćih karata i drugih medija kojima je tvorac Satoshi Tajiri. Svrha je Pikachua u videoigrama, animiranoj seriji i manga stripovima, kao i svrha ostalih Pokémona, borba s divljim Pokémonima – neukroćenim stvorenjima koje igrači i likovi pronalaze dok kreću na razne avanture – i pripitomljenim Pokémonima drugih Pokémon trenera.

## Etimologijaimena
Za samo ime Pikachu postoje dvije teorije. Prva je da ime dolazi od kombinacije riječi "pika" koja na japanskom predstavlja munju ili struju te "chu", što predstavlja japansku onomatopeja za skvičanje, a druga teorija je da je samo ime došlo od "stjenovitih zečeva" (rock rabbits), točnije od male životinjice nalik na miša i zeca imena pika. Pika spada u porodicu Ochotonidae, te se, za razliku od ostalih miševa i zečeva, glasa i to prepoznatljivim 'PIKA' glasom.

## Pokédex podaci
- Pokémon Red/Blue: Kada se nekoliko Pokémona ove vrste okupe na jednom mjestu, sposobni su nakupiti dovoljno elektriciteta da izazovu oluje.
- Pokémon Yellow: Drži svoj rep u povišenom položaju kako bi pratio događaje u svojoj okolini. Ako osoba pokuša zgrabiti njegov rep, ovaj će ga Pokémon refleksno pokušati ugristi.
- Pokémon Gold: Ovaj inteligentni Pokémon prži bobice svojim elektricitetom kako bi ih učinio dovoljno mekima za prehranu.
- Pokémon Silver: Drži svoj rep u povišenom položaju kako bi pratio događaje u svojoj okolini. Njegov rep ponekad biva pogođen gromom kada je u ovoj pozi.
- Pokémon Crystal: Kada se razljuti, otpušta energiju pohranjenu u jastučićima na svojim obrazima.
- Pokémon Ruby: Kada Pikachu naiđe na nešto novo, spržit će novinu mlazom elektriciteta. Ako osoba naiđe na crnu, sprženu bobicu, lako može shvatiti da je ovaj Pokémon pogrešno procjenio snagu svog napona.
- Pokémon Sapphire: Ovaj Pokémon ima jastučiće na svojim obrazima koji pohranjuju elektricitet. Smatra se kako jastučići postaju nabijeni elektricitetom tijekom noći dok Pikachu spava. Često prazni svoje tijelo dok je još pospan nakon buđenja.
- Pokémon Emerald: Pohranjuje elektricitet u jastučićima na svojim obrazima. Kada ispali mlaz potisnute energije iz svog tijela, električna moć mlaza dostiže snagu udara groma.
- Pokémon FireRed: Posjeduje malene električne jastučiće na oba obraza. Ako se pronađe u opasnosti, otpustit će električni naboj iz jastučića.
- Pokémon LeafGreen: Kada se nekoliko Pokémona ove vrste okupe na jednom mjestu, sposobni su nakupiti dovoljno elektriciteta da izazovu oluje.
- Pokémon Diamond: Živi u skupinama s ostalima primjercima svoje vrste u šumama. Pohranjuje elektricitet u jastučićima na svojim obrazima.
- Pokémon Pearl: Ako otpušta pucketave zvukove iz električnih jastučića na svojim obrazima, pokazuje zabrinutost ili opreznost.

## U videoigrama
Pikachu je prisutan i dostupan u svim videoigrama dosad, izuzev igara Pokémon Colosseum i Pokémon XD: Gale of Darkness, gdje je potrebno izvršiti razmjenu Pokémona. U igri Pokémon Yellow, igrač započinje igru s Pikachuom kao početnim Pokémonom.
Pikachu je jedan od rijetkih Pokémona koji imaju vlastiti predmet koji osnažuje njega samog ili neke od njegovih napada. Pikachuov predmet naziva se Light Ball, i udvostručuje njegov Attack i Special Attack statistike. Ovu osobinu dijeli s Pokémonima kao što su Dialga i Palkia.

## Tehnike
| Prirodne tehnike             | Prirodne tehnike | Prirodne tehnike |
| ---------------------------- | ---------------- | ---------------- |
| Tehnika                      | Vrsta tehnike    | Razina           |
| Gromoviti šok (ThunderShock) | Električni       |                  |
| Režanje (Growl)              | Normalni         |                  |
| Zamah repom (Tail Whip)      | Normalni         | 5                |
| Gromoviti val (Thunder Wave) | Električni       | 10               |
| Brzi napad (Quick Attack)    | Normalni         | 13               |
| Dvostruki tim (Double Team)  | Normalni         | 18               |
| Tresak (Slam)                | Normalni         | 21               |
| Udar groma (Thunderbolt)     | Električni       | 26               |
| Lukavština (Feint)           | Normalni         | 29               |
| Okretnost (Agility)          | Psihički         | 34               |
| Pražnjenje (Discharge)       | Električni       | 37               |
| Lagani zaslon (Light Screen) | Psihički         | 42               |
| Grom (Thunder)               | Električni       | 45               |

## Statistike
| HP:      | 35 |  |
| Attack:  | 55 |  |
| Defense: | 30 |  |
| Special: | 50 |  |
| SpAtk:   | 50 |  |
| SpDef:   | 40 |  |
| Speed:   | 90 |  |

Statistika Special korištena je samo tijekom prve generacije; kasnije je podijeljenja na Special Attack i Special Defense statistike.

## U animiranoj seriji
Ash Ketchum posjeduje Pikachua kojeg je dobio od profesora Oaka u epizodi Pokémon – I Choose You!, u prvoj epizodi Pokémon animirane serije. Isti se Pikachu otada pojavljuje u svakoj epizodi Pokémon animirane serije (ne brojeći posebne epizode poput Pokémon Kronika).
James je koristio Pikachua tijekom ispita Pokémon lige u epizodi The Ultimate Test, no Pikachua je lako pobijedio Graveler koji je pripadao instruktorici. James je, nakon što se umiješao u borbu koju je Ash vodio s istom instruktoricom, pokušao ukrasti ovog Pikachua.
Još se jedan Pikachu nadimka Puka pojavio u epizodi The Pi-Kahuna. Pripadao je muškarcu imena Victor koji je živio na Otocima morske pjene. Ovaj plavooki Pikachu ima posebnu sposobnost predviđanja plimnih valova.
Ritchie, Ashov prijatelj i protivnik, također ima Pikachua nadimka Sparky, koji se prvi put pojavio u epizodi A Friend In Deed. Sparky, nasuprot ostalim Pikachuima, ima čuperak krzna na vrhu glave.
Pikachua također posjeduje Travis, sin Vođe dvorane Kumquat otoka Luane. Luana je zamijenila Asha za svoga sina nakon što je vidjela Pikachua na Ashovom ramenu.
Ash je pretvoren u Pikachua tijekom epizode Hocus Pokémon od strane Pokémon mađioničarke Lily. Tijekom sljedeće epizode, Ash se preobratio natrag u svoj ljudski oblik.
Pikachu nadimka Sugar koji je pripadao vlasniku jednog restorana nestao je prije epizode Cooking up a Great Story!. Isti se Pikachu razvio u Raichua krajem epizode.